# Солов’їні Зорі
Солов’їні Зорі (рос. Соловьиные Зори) — село в Малоярославецькому районі Калузької області Російської Федерації.
Населення становить 40 осіб. Входить до складу муніципального утворення Присілок Прудки.

## Історія
Від 2004 року входить до складу муніципального утворення Присілок Прудки.

## Населення
| 2002 | 2010 |
| ---- | ---- |
| 30   | ↗40  |